# Tung molukański
Tung molukański, nazywany także tungowcem molukańskim, dwuguzem trzyłatowym, kroplanem trzyłatowym (Aleurites moluccanus) – gatunek drzewa z rodziny wilczomleczowatych (Euphorbiaceae). Prawdopodobnie pochodzi z Malezji. Jest obecnie uprawiany w licznych krajach tropikalnych i subtropikalnych. Olej kukui zawiera dużą ilość nienasyconych kwasów tłuszczowych (przede wszystkim kwas linolowy).

## Morfologia
PokrójDrzewo o wysokości do 15 m.
LiścieSercowatojajowate lub trójklapowe
KwiatyDrobne i liczne, zebrane w szczytowe wiechy. Mają dwudzielny kielich i 5 białawych płatków. Są rozdzielnopłciwe; męskie mają 20 pręcików, żeńskie 1 słupek.
OwocOkrągły, o średnicy do 5 cm, zawierający trzy duże pestki.

## Zastosowanie
- Z nasion zwanych bankulami uzyskuje się olej bankul. Używany jest on głównie do wyrobu pokostów i mydła. Wyciąg ma właściwości wygładzające, uspokajające, regenerujące, stabilizujące. Jest składnikiem łatwo wchłanialnym, zwiększającym odporność skóry na czynniki zewnętrzne (działa jak naturalny filtr przeciwsłoneczny), łagodzi podrażnienia. Rozgniecione nasiona, zawierające ok. 60% tłuszczu są używane także do oświetlania.
- Nasiona wykorzystuje się w kuchni indonezyjskiej (znane jako kemiri), malajskiej (buah keras) i hawajskiej.